# Agente preanestésico
Un agente preanestésico es un medicamento que se administra antes de la administración de un anestésico. 

## Ejemplos
Ejemplos de agentes preanestésicos son: 
- acepromacina[1]
- atropina
- diazepam
- escopolamina

Estos son los medicamentos utilizados antes de la administración de un agente anestésico, con el importante objetivo de hacer que la anestesia sea segura y más agradable para el paciente. Las razones de tal medicación son 
1. Para la sedación, para reducir la ansiedad y la aprensión
2. Para obtener un efecto aditivo o sinérgico para que la inducción pueda ser suave y rápida
3. Para contrarrestar ciertos efectos adversos del medicamento anestésico
4. Los medicamentos comunes utilizados para aliviar el dolor son analgésicos opioides: morfina, petidina y buprenorfina.